# R. Dean Tice

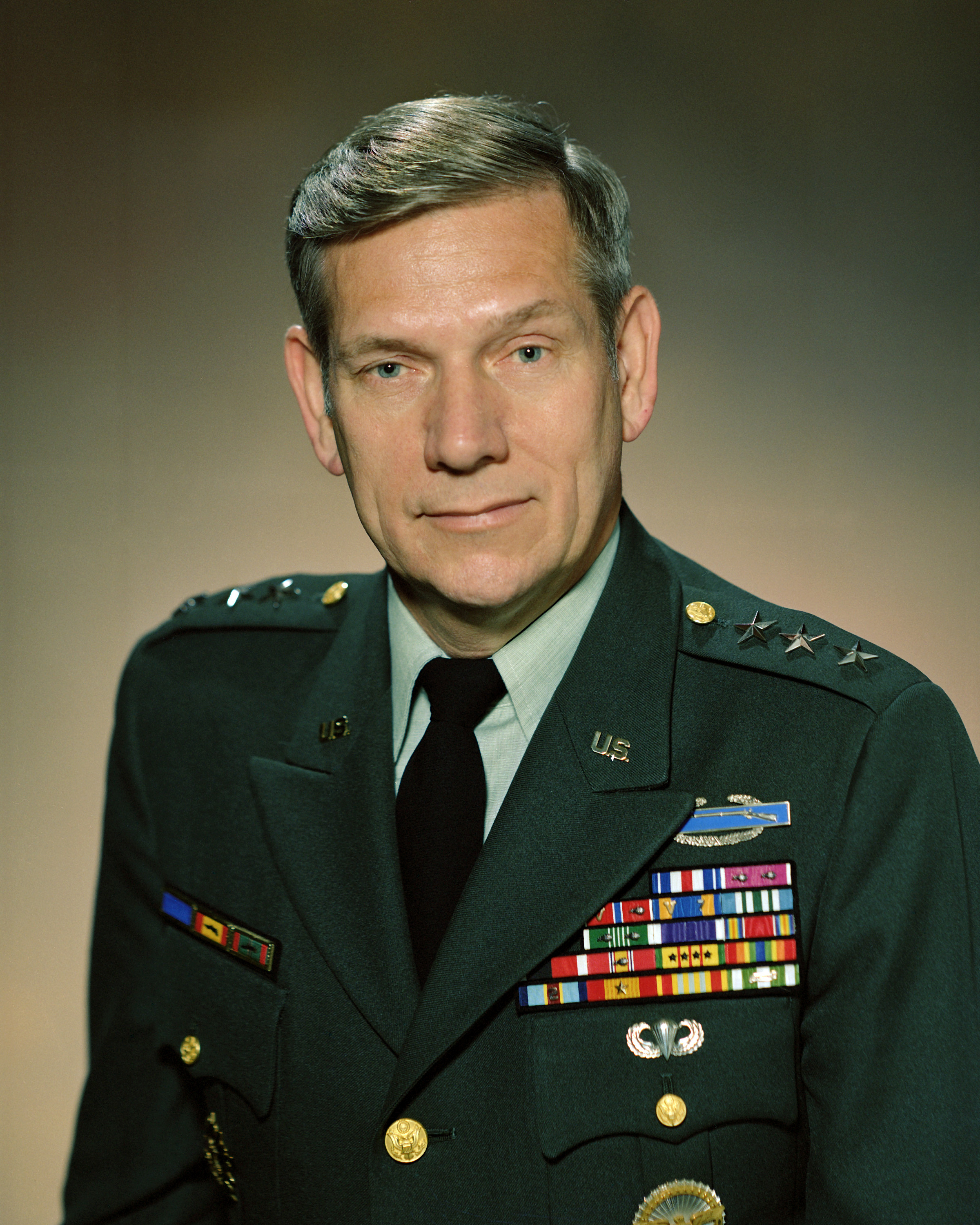
Raphael Dean Tice

Raphael Dean Tice (* 4. Dezember 1927 in Topeka, Shawnee County, Kansas) ist ein pensionierter Generalleutnant der United States Army. Er war unter anderem Kommandeur der 3. Infanteriedivision.
Tice entstammte einer Farmerfamilie in Kansas. Über die Officer Candidate School (OCS) gelangte er im Jahr 1946 als Leutnant in das Offizierskorps des US-Heeres. In der Armee durchlief er anschließend alle Offiziersränge vom Leutnant bis zum Drei-Sterne-General.
In Lauf seiner militärischen Karriere absolvierte er den für Offiziere in den jeweiligen Rangstufen üblichen Dienst in unterschiedlichen Einheiten und Standorten. Dazu gehörten auch Aufgaben als Stabsoffizier in verschiedenen Hauptquartieren. Tice kommandierte militärische Einheiten auf fast allen Ebenen und war über 14 Jahre in Gebieten außerhalb der Vereinigten Staaten stationiert.
In den Jahren 1967 und 1968 war er im Vietnamkrieg eingesetzt, wo er stellvertretender Kommandeur einer Brigade und danach Bataillonskommandeur war. Anschließend war er Stabsoffizier im Pentagon. Im Jahr 1970 wurde er zur 1. Infanteriedivision versetzt, wo er deren 1. Brigade kommandierte. Später war er Stabschef dieser Division.
Nach seiner im Jahr 1972 erfolgten Beförderung zum Brigadegeneral wurde Raphael Tice in die Stabsabteilung für Personal (G1) im Heeresministerium versetzt. Danach war er in Berlin tätig, wo er Truppenteile der  Berlin Brigade kommandierte. Es folgte seine Beförderung zum Generalmajor und seine Versetzung nach Heidelberg, wo er beim dort ansässigen Hauptquartier von USAREUR dessen Stabsabteilung G1 (Personal) leitete.
Im Oktober 1977 übernahm Tice das Kommando über die damals in Würzburg stationierte 3. Infanteriedivision. Dieses Amt bekleidete er bis zum Oktober 1979. Anschließend fungierte er bis 1983 als Stabsoffizier und Abteilungsleiter im Verteidigungsministerium der Vereinigten Staaten. Dann ging er in den Ruhestand, aus dem er wenige Monate später von Präsident Ronald Reagan zurückberufen wurde. Er wurde mit der Leitung der Task Force on Drug Enforcement im Verteidigungsministerium betraut. Im Jahr 1986 schied er endgültig aus dem Militärdienst aus.
Nach seiner Pensionierung arbeitete Raphael Tice für die National Recreation and Park Association (NRPA). Dabei handelt es sich um eine Non-Profit-Organisation, die sich mit Erholungsgebieten und Parks befasst. Dort gehörte Tice zunächst dem Kuratorium an. Später wurde er Geschäftsführer der Organisation, die unter seiner Leitung eine vormals bestehende innere Verwaltungs- und Organisationskrise überwand. Es wurden mehr zahlende Mitglieder gewonnen und dadurch das Eigenkapital der NRPA beträchtlich gesteigert. Tice blieb bis zum Jahr 2001 in dieser Funktion bei der NRPA.

## Orden und Auszeichnungen
Raphael Tice erhielt im Lauf seiner militärischen Laufbahn unter anderem folgende Auszeichnungen:
- Silver Star
- Legion of Merit
- Bronze Star Medal
- Army Commendation Medal